# 26 (عدد)
26 (ست وعشرون) هو عدد صحيح  يلي العدد 25 ويسبق العدد 27 وهو عدد طبيعي موجب.